# Schlimpfhof
Schlimpfhof ist ein Gemeindeteil des Marktes Oberthulba im unterfränkischen Landkreis Bad Kissingen in Bayern.

## Geographische Lage
Das Kirchdorf Schlimpfhof liegt nördlich von Oberthulba. Die durch den Ort führende Kreisstraße KG 18 führt in nordwestlicher Richtung nach Hassenbach und in südöstlicher Richtung nach Albertshausen, einem Stadtteil von Bad Kissingen.

## Geschichte

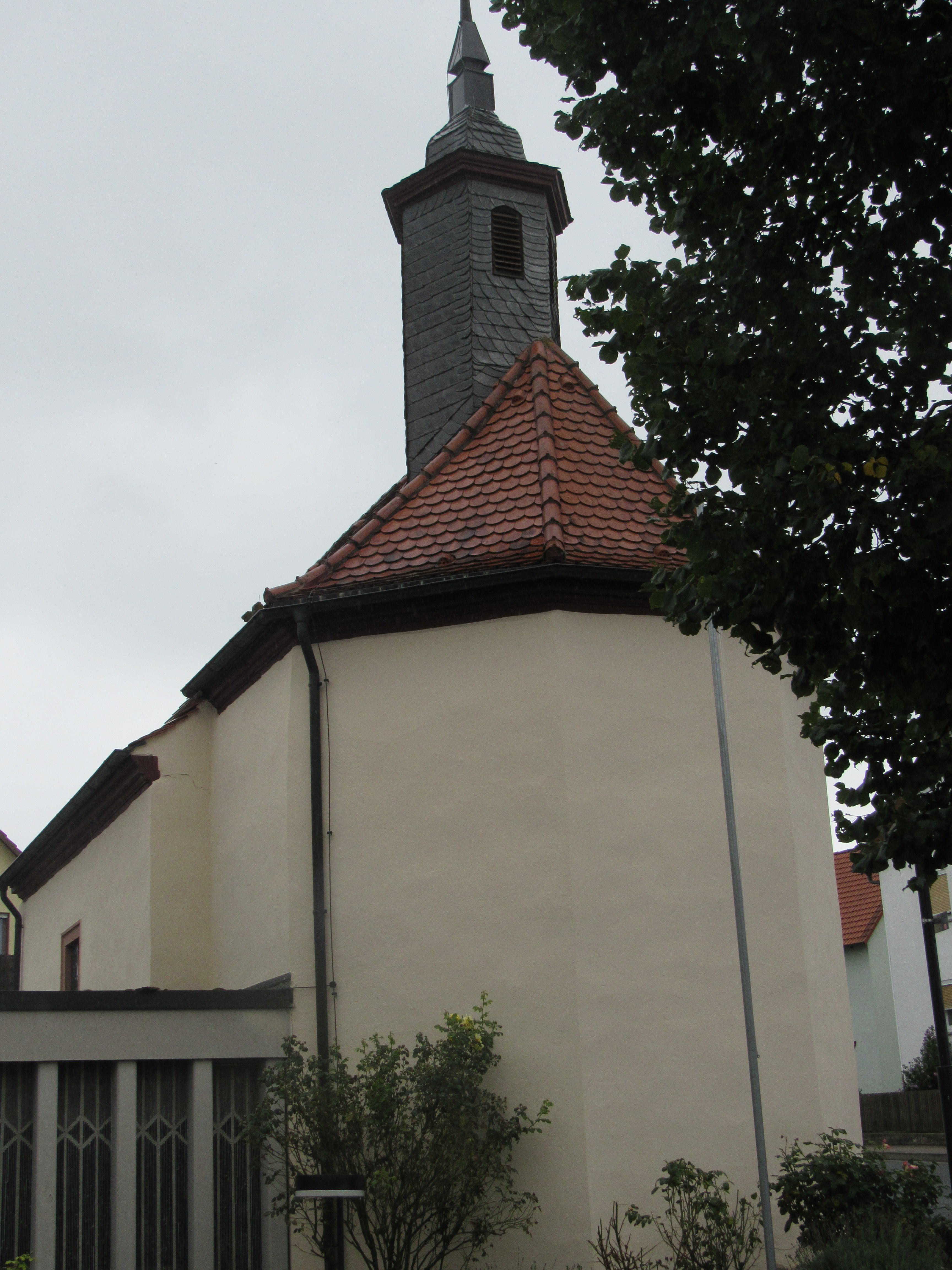
Alte Kirche
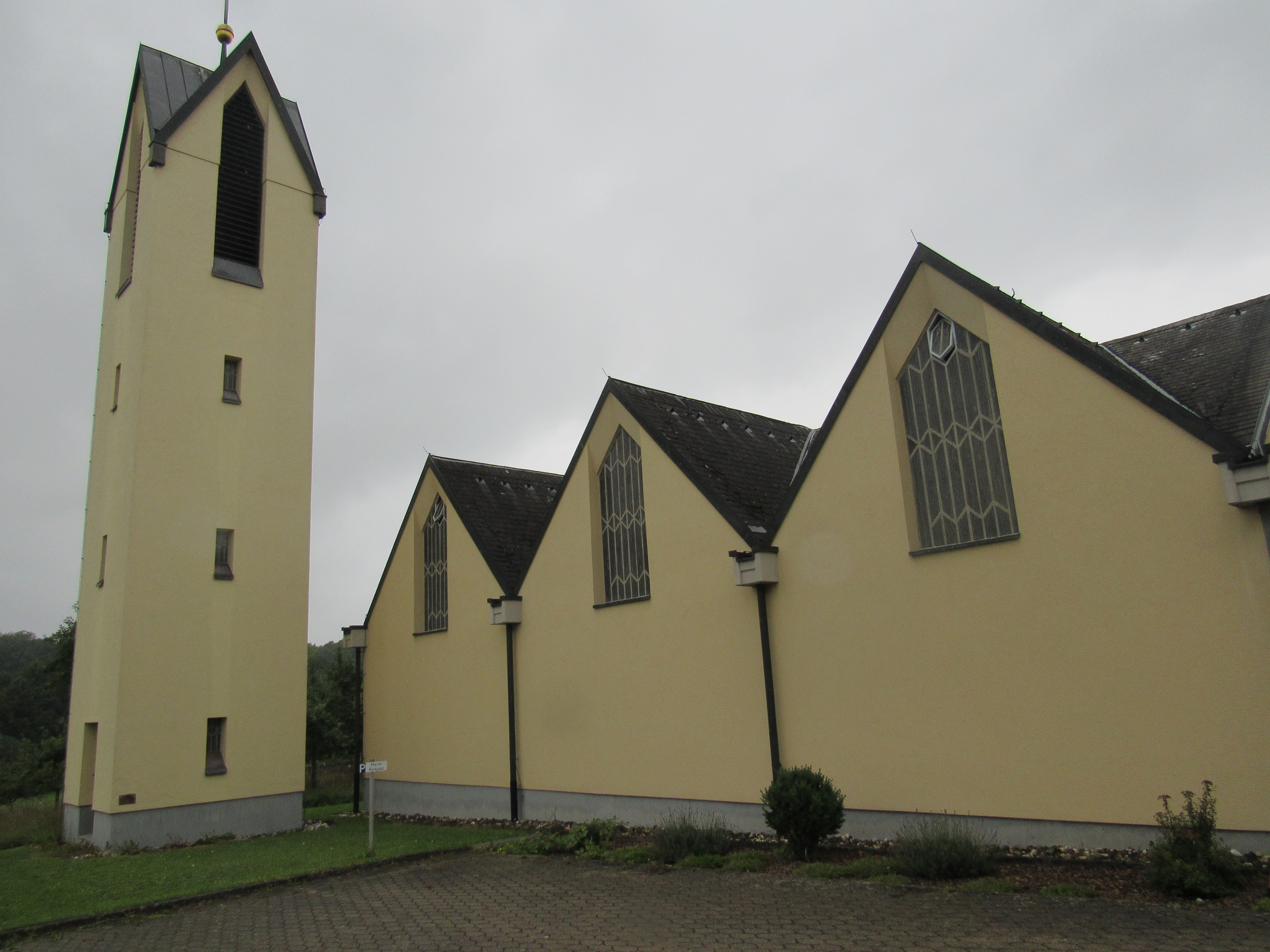
Neue Kirche
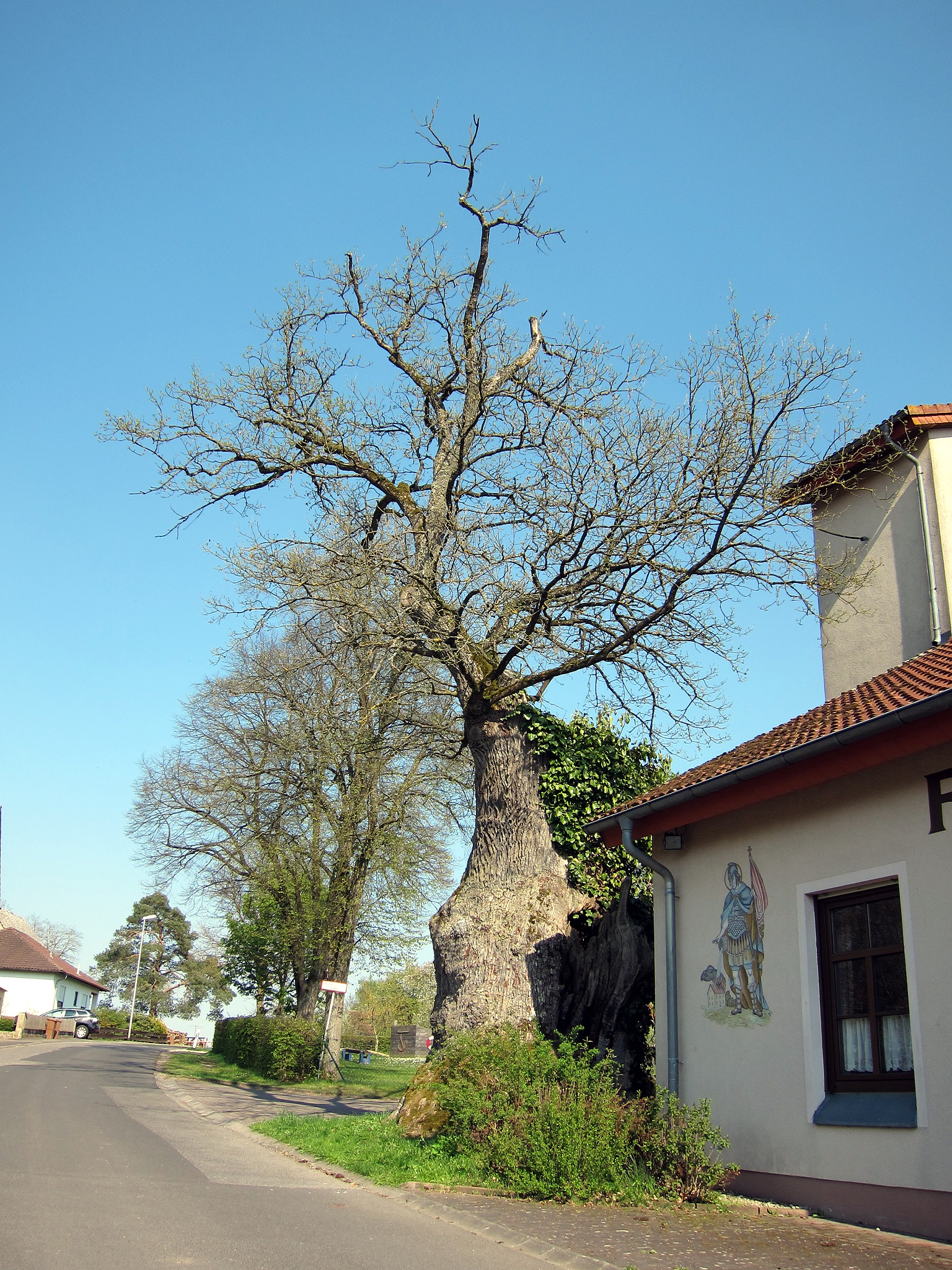
„Tausendjährige Eiche“
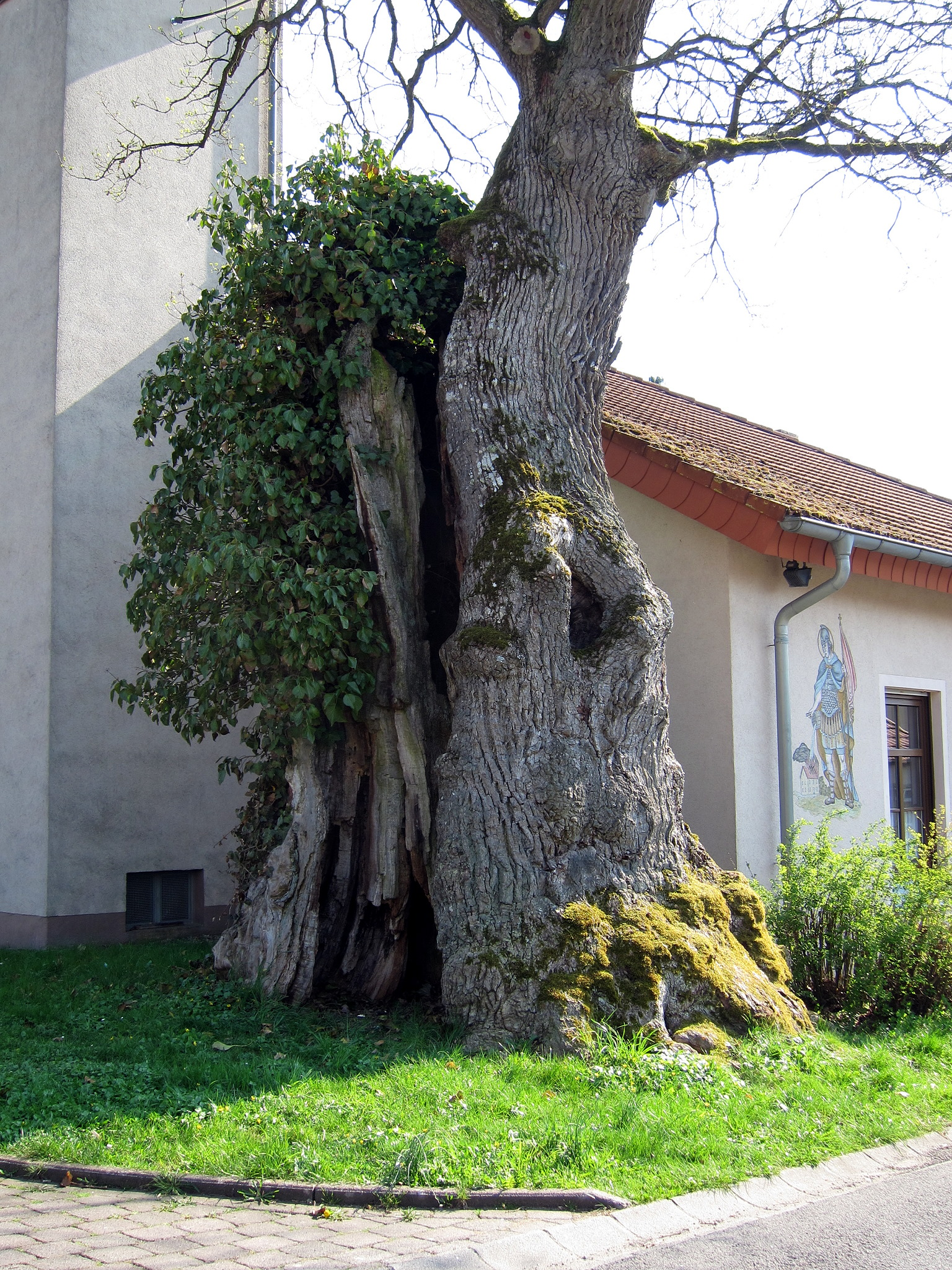
Monumentaler Stamm

Auf dem Gebiet des heutigen Schlimpfhof lag ein Ort namens „Hussmannsrode“, der 1231 das erste Mal erwähnt und um 1400 wüst wurde.
Das Lehnsrecht an Schlimpfhof lag von seiner Gründung bis zum Jahr 1557 in den Händen des Klosters Frauenroth; bis 1672 gehörte der Ort zur Pfarrei Oberthulba.
Die beiden Kirchen des Ortes entstanden Ende des 17. Jahrhunderts (alte Kirche) und 1975 (neue Kirche).
Am 1. Juli 1972 wurde Schlimpfhof im Rahmen der Gebietsreform in Bayern nach Oberthulba eingemeindet.

## Sehenswertes
- „Tausendjährige Eiche“ beim Feuerwehrhaus mit einem Brusthöhenumfang von 7,45 m (2019). Ihr tatsächliches Alter beträgt 400–500 Jahre[4]